# Her Husband's Friend (film 1913)
Her Husband's Friend è un cortometraggio muto del 1913 diretto da Hardee Kirkland.

## Produzione
Il film fu prodotto dalla Vitagraph Company of America.

## Distribuzione
Distribuito dalla General Film Company, il film, un cortometraggio in una bobina, uscì nelle sale cinematografiche statunitensi il 29 dicembre 1913. In Venezuela, venne distribuito con il titolo El amigo de su esposo.